# Anna Perenna

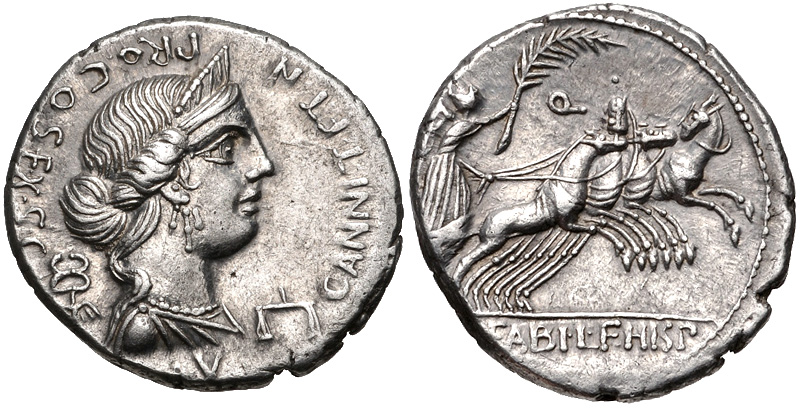
Moneta z I w. p.n.e. z Anną Perenną na awersie

Anna Perenna – staroitalska bogini Nowego Roku czczona w starożytnym Rzymie. Jej imię pochodzi od łacińskiego annus – rok i perennis – wieczny.
Przedstawiano ją pod postacią starej kobiety.
Święto Anny Perenny obchodzono w idy marcowe (15 marca) w dzień Nowego Roku. Po wprowadzeniu w 46 p.n.e. kalendarza juliańskiego i przesunięciu początku roku na 1 stycznia, święto to zatraciło swój pierwotny charakter.

## Pochodzenie kultu
Starożytni Rzymianie podawali dwie wersje legendy mającej wyjaśnić pochodzenie kultu Anny Perenny.
Według pierwszej z nich miała być kobietą, która podczas pierwszej secesji plebejuszy (494 p.n.e.) wypiekała ciastka, którymi karmiła głodujących na Górze Świętej. W podzięce plebejusze mieli ustanowić jej kult.
Druga wersja opowieści o Annie Perennie pochodzi od Owidiusza. Miała być ona siostrą Dydony, po śmierci której opuściła Kartaginę i udała się do Lacjum, gdzie zaopiekował się nią Eneasz. Ściągnęła na siebie wówczas nienawiść zazdrosnej Lawinii. Uciekając przed jej gniewem, rzuciła się w nurt rzeki Numicius (Numicus), stając się nimfą.
Owidiusz przytacza również opowieść, w której zakochany w Minerwie Mars zwrócił się do starej Anny o pomoc. Przebrana w strój panny młodej, udawała ona boginię, swą tożsamość ujawniając w komnacie weselnej i ośmieszając w ten sposób Marsa. Mit ten miał wyjaśnić pochodzenie obscenicznych piosenek śpiewanych w święto Anny.